# Deltawet (2011)
De Deltawet waterveiligheid en zoetwatervoorziening van 1 december 2011 is een Nederlandse wet die wijzigingen introduceert in de Waterwet en de Wet Infrastructuurfonds in verband met de bescherming tegen overstromingen en de zorg voor zoetwatervoorziening in relatie tot de verwachte klimaatverandering. Per 1 januari 2022 is de Wet infrastructuurfonds samengevoegd met de Wet mobiliteitsfonds.
De voorgaande Deltawet van 8 mei 1958 was gericht op de afsluiting van de zeearmen tussen de Westerschelde en de Nieuwe Waterweg en de versterking van de hoogwaterkering ter beveiliging van Nederland tegen stormvloeden. De activiteiten ingevolge deze wet zijn bekend geworden als de Deltawerken. Een belangrijk verschil tussen de oude en de nieuwe Deltawet is dat de 1e Deltawet specifiek ging over het uitvoeren van (in deze wet genoemde) werken ter bescherming van ZW Nederland tegen een stormvloed vanuit zee. De 2 Deltawet geeft aan hoe we Nederland op termijn op een voldoend veilige manier kunnen beschermen tegen wateroverlast (overstroming en neerslag), hoe we om moeten gaan met water tekorten en hoe dat duurzaam gefinancierd moet worden. Bij de inwerkingtreding van de 2e Deltawet is nog niet vastgesteld tot welke projecten zal worden besloten.

## Commissaris
Vooruitlopend op de nieuwe Deltawet is een zogenaamde deltacommissaris aangewezen. Dat is een regeringscommissaris wiens functie inmiddels in de Deltawet van 2011 is verankerd. De opdracht van deze commissaris is te zorgen voor een jaarlijks Deltaprogramma en voor de voortgang daarvan.